# 18. návštěvní expedice (ISS)
18. návštěvní expedice (rusky Восемнадцатая экспедиция посещения, ЭП-18) na Mezinárodní vesmírnou stanici (ISS) byla krátkodobá výprava dánského astronauta ESA Andrease Mogensena a kazašského kosmonauta Ajdyna Aimbetova na stanici. Po týdenním pobytu na stanici a splnění vědeckého programu se oba vrátili na Zem.

## Posádka

### Hlavní
- Andreas Mogensen (1), palubní inženýr 1, ESA
- Ajdyn Aimbetov (1), palubní inženýr 2, Kazachstán

V závorkách je uveden dosavadní počet letů do vesmíru včetně této mise.

### Záložní
- Thomas Pesquet, palubní inženýr 1, ESA
- Sergej Prokopjev, palubní inženýr 2, Roskosmos (oddíl CPK)

## Průběh výpravy

### Přípravy
Na Mezinárodní vesmírné stanici (ISS), trvale obydlené od začátku listopadu 2000 se střídaly základní posádky, přičemž jejich dopravu zajišťovaly americké raketoplány Space Shuttle a ruské lodě Sojuz. Volná místa v Sojuzech, nevyužitá pro dopravu členů základních posádek, obsazovali členové krátkodobých návštěvních posádek, kterých v letech 2000–2009 bylo celkem sedmnáct. Od roku byly Sojuzy plně vytížené dopravou základních posádek, volná místa se objevila až roku 2015 v Sojuzu TMA-18M v souvislosti s ročním letem Scotta Kellyho a Michaila Kornijenka.
Jedno volné místo obsadil v srpnu 2013 astronaut Evropské kosmické agentury (ESA) Andreas Mogensen, na základě dohody ESA a Roskosmosu.
Druhé volné místo Roskosmos už v říjnu 2012 rezervoval pro kosmického turistu získaného společností Space Adventure. V květnu 2013 Space Adventures zveřejnila informaci, že jejím kandidátem na kosmické let je britská zpěvačka Sarah Brightmanová. Brightman skutečně v druhé polovině ledna zahájila výcvik ve Středisku přípravy kosmonautů, ale už po třech týdnech se vrátila do Anglie. V dubnu se vrátila, ale koncem měsíce opět odletěla z Ruska a v polovině května 2015 oznámila, že z rodinných důvodů ruší své plány na kosmický let. O uvolněné místo měl zájem ruský podnikatel Filaret Galcev, nicméně na přelomu května a června se dohodl Roskosmos s Kazachstánem a 22. června nominaci získal kazašský kosmonaut Ajdyn Aimbetov. Aimbetov prošel základním výcvikem už v letech 2003–2005 a do vesmíru měl letět v září 2009, let však byl v dubnu 2009 Kazachstánem zrušen z finančních důvodů.
Začátkem srpna 2015 posádka Sojuzu TMA-18M – velitel Sergej Volkov, Mogensen a Aimbetov – zahájila secvičení a přípravu k letu.

### Průběh letu
Volkov, Mogensen a Aimbetov odstartovali 2. září 2015 v 4:37 UTC z kosmodromu Bajkonur v lodi Sojuz TMA-18M; po dvou dnech samostatného letu se 4. září 2015 v 07:39 UTC spojili se stanicí.
Po spojení se kosmonauti uvítali se stálou posádkou ISS (Expedice 44), vyložili náklad pro stanici a zahájili svůj pracovní program. Mogensen v rámci programu Iriss ověřoval nové způsoby komunikace mezi kosmonauty a pozemním střediskem, při použití technik 3d vizualizace a rozšířené reality s tím, že výhledově by mohla veřejnost sledovat život na ISS online „pohledem kosmonauta“. Též řídil vozítko v pozemním středisku, sledoval své svalstvo v experimentu MARES (Muscle Atrophy Research and Exercise System), vypustil dva cubesaty, fotografoval bouřkovou oblačnost. Přivezl na stanici a zase vrátil vzorky sedmnácti druhů mikroorganismů, jejichž životaschopnost měla cesta ověřit (experiment BiSTRO) a vzorky sinic Spirulina.
Aimbetov měl v programu 18 experimentů. V experimentu Dastarchan-6 s kolegy kosmonauty zkoušel vzorky několika jídel určených pro kosmonauty (kazachstánští vědci se přípravou jídel pro kosmonauty zabývají dvě desetiletí). Pozoroval a fotografoval bývalé dno Aralského jezera a ropná naleziště v Kaspickém moři, sledoval prašné bouře, pozdravil se z předsedou kazachstánské kosmické agentury, bývalým kosmonautem Talgatem Musabajevem, poskytl rozhovor kazachstánským novinářům a poté i studentům.
Po týdenním pobytu na ISS se 11. září 2015 v 21:29 UTC Mogensen a Aimbetov s vracejícím se Gennadijem Padalkou v Sojuzu TMA-16M odpoutali od stanice a 12. září 2015 v 00:51 UTC přistáli v severním Kazachstánu v okolí Žezkazganu.